# Право на самоопределение
Пра́во наро́дов на самоопределе́ние — один из основных принципов международного права, означающий право каждого народа самостоятельно решать вопрос о форме своего государственного существования, свободно определять без вмешательства извне свой политический статус и осуществлять своё экономическое и культурное развитие.
Этот принцип вместе с другими принципами провозглашен в Уставе ООН, ставящем целью «развивать дружественные отношения между нациями на основе уважения принципа равноправия и самоопределения народов». Эта же цель ставится в Уставе ООН в связи с развитием экономического и социального сотрудничества между государствами.
Кроме отделения, подразумевается значительное количество возможностей самоопределения от полного отказа от каких-то особенных прав до самоуправления, автономии или различных форм культурного обособления.
Лозунг «самоопределения наций» был одним из популярных большевистских лозунгов во время революции и гражданской войны в России.

## Право на самоопределение как принцип международного права
Право на самоопределение — один из общепризнанных принципов международного права. Процесс становления этой нормы начался с 1792 года, когда присоединение папских анклавов Авиньон и Венессен к Франции произошло на основе плебисцита. 
В конце Первой мировой войны в январе 1918 года президент США Вудро Вильсон выдвинул свои знаменитые «Четырнадцать пунктов», являющихся целью войны. В их число входил принцип права на самоопределение народов. При этом принцип самоопределения Вильсон понимал отнюдь не как предоставление всем народам, которые этого требовали, суверенитета и независимости, а как ограниченное правило, касавшееся только тех случаев, которые получали поддержку мирового сообщества. Например, самоопределение словаков было принесено в жертву интересам чехов (была создана единая Чехословакия), что привело к тому, что в 1938–1939 годах словаки выступили на стороне нацистской Германии, потому что она пообещала им свободу. Точно такие же конфликтные ситуации сложились на Балканах и в Палестине.
Принцип права на самоопределение получил признание в процессе распада колониальной системы сначала в статье 1 вступившего в силу в 1945 году Устава ООН, а затем в Декларации о предоставлении независимости колониальным странам и народам (принятой резолюцией № 1514 XV-ой Генеральной Ассамблеи ООН от 14 декабря 1960 года) и последующих международных пактах и декларациях ООН.
В Международном пакте об экономических, социальных и культурных правах и Международном пакте о гражданских и политических правах от 16 декабря 1966 года (в обоих пактах — статья 1) закреплено: «Все народы имеют право на самоопределение. В силу этого права они свободно устанавливают свой политический статус и свободно обеспечивают своё экономическое, социальное и культурное развитие… Все участвующие в настоящем Пакте государства… должны в соответствии с положениями Устава ООН поощрять осуществление права на самоопределение и уважать это право».
В Декларации о принципах международного права (от 24 октября 1970 года) значится: «В силу принципа равноправия и самоопределения народов, закреплённого в Уставе ООН, все народы имеют право свободно определять без вмешательства извне свой политический статус и осуществлять своё экономическое, социальное и культурное развитие, и каждое государство обязано уважать это право в соответствии с положениями Устава».
В этой же Декларации указывается, что способами осуществления права на самоопределение могут быть «создание суверенного и независимого государства, свободное присоединение к независимому государству или объединение с ним, или установление любого другого политического статуса».
Аналогичные принципы закреплены в документах Совещания по безопасности и сотрудничеству в Европе — Хельсинкском Заключительном акте 1975 года, Итоговом документе Венской встречи 1986 года, документе Копенгагенского совещания Конференции по человеческому измерению СБСЕ 1990 года и других международно-правовых актах.
Право наций на самоопределение провозглашалось ещё в начале XX века правительством США (В. Вильсон), а также российскими большевиками, закрепление которого было одним из основных требований и направлений начального периода их деятельности. Оно было декларировано во всех советских конституциях. 

## Противоречие между правом на самоопределение и принципом территориальной целостности
Существует определённое противоречие между проведением в жизнь права народов на самоопределение и принципом территориальной целостности государства, гласящем, что территория государства не может быть изменена без его согласия. Неспособность сторон найти мирное решение такого противоречия приводит к усугублению национальных конфликтов, зачастую перерастающих в военное противостояние. При этом представители центральной государственной власти обычно приводят в качестве аргумента в защиту своей позиции утверждение о приоритете принципа территориальной целостности по отношению к праву на национальное самоопределение.
В 1999 году Венецианская комиссия изучила вопрос о самоопределении и отделении с точки зрения конституционного права. Комиссия не нашла в текстах конституций положений, предусматривающих отделение части территории страны. Напротив, многие конституции это запрещают, провозглашая неделимость государства, национальное единство или территориальную целостность. Некоторые конституции оставляют возможность для отделения посредством конституционных поправок. С другой стороны, термин «самоопределение» в текстах конституций может означать деколонизацию, независимость уже сложившегося государства и, наконец, «внутреннее» самоопределение — право народов свободно определять их политический статус и осуществлять своё развитие в пределах государства. По мнению Венецианской комиссии, сегодня самоопределение следует понимать главным образом как внутреннее — в рамках существующих границ, а не как внешнее — через отделение.
Между тем существует мнение, что принцип территориальной целостности направлен исключительно на защиту государства от внешней агрессии. Именно с этим связана его формулировка в п. 4 ст. 2 Устава ООН: «Все члены ООН воздерживаются в их международных отношениях от угрозы силой или её применения как против территориальной неприкосновенности или политической независимости любого государства, так и каким-либо другим образом, несовместимым с Целями Объединённых Наций», и в Декларации о принципах международного права: «Каждое государство обязано воздерживаться от угрозы силой или ее применения с целью нарушения существующих международных границ другого государства или в качестве средства разрешения международных споров, в том числе территориальных споров, и вопросов, касающихся государственных границ».
Противоречие разрешается следующим образом: согласно Декларации о принципах международного права, в действиях государств «ничто не должно истолковываться как санкционирующее или поощряющее любые действия, которые вели бы к расчленению или к частичному или полному нарушению территориальной целостности или политического единства суверенных и независимых государств, соблюдающих в своих действиях принцип равноправия и самоопределения народов <...>, и, вследствие этого, имеющих правительства, представляющие без различия расы, вероисповедания или цвета кожи весь народ, проживающий на данной территории».
4 октября 2011 года на заседании ПАСЕ в Страсбурге была принята резолюция № 1832, согласно которой «право этнических меньшинств на самоопределение (…) не предусматривает автоматического права на отделение [и] в первую очередь должно быть реализовано методом защиты прав меньшинств, как то означено в Рамочной конвенции Совета Европы о защите национальных меньшинств и в резолюции Ассамблеи № 1334 (2003) о положительном опыте автономных регионов как стимула для разрешения конфликтов в Европе», а государства-члены Совета Европы призываются воздерживаться от «признания или поддержки фактических властей незаконно отделившихся территорий, в том числе тех из них, которые были поддержаны иностранными военными интервенциями».